# Härsta

Härsta är en ort i Sala kommun i Västmanlands län, belägen cirka tolv kilometer nordost om Sala och nordväst om Heby med Sagån just väster om byn.
Härsta ligger i Norrby socken.
Härsta omtalas i skriftliga handlingar första gången 1492 (Härestade) i samband med att Peder Matsson i byn var nämndeman vid lagmansting med Simtuna härad. Han ingick senare samma år i synesnämnd mellan byarna Skorkebo och Ölsta.
Byn utgjorde 1538-1568 ett mantal skatte, och anges från 1563 som bergsmanshemman.